# Aishwarya Rai
Pour les articles homonymes, voir Bachchan et Rai.
Aishwarya Rai Bachchan depuis son mariage en 2007, est une actrice indienne, née le 1er novembre 1973 à Mangalore (Karnataka). D'abord reine de beauté, elle se fait notamment connaître en étant élue Miss Monde 1994.
Grâce à sa carrière d'actrice, elle est considérée comme l'une des personnalités indiennes les plus populaires et les plus influentes au monde entier,. Aishwarya Rai a reçu de nombreuses distinctions, dont deux Filmfare Awards comme meilleure actrice sur onze nominations. Elle a également reçu la décoration de Padma Shri du gouvernement indien en 2009. Elle est citée par les médias francophones comme étant « la plus belle femme du monde ».
Pendant ses études universitaires, Rai a travaillé comme mannequin et est apparue dans plusieurs publicités télévisées. Elle a participé au concours Miss Inde, où elle a obtenu la deuxième place. Elle a ensuite été couronnée Miss Monde en 1994, a fait ses débuts d’actrice dans le film tamoul Iruvar de Mani Ratnam en 1997, puis ses débuts dans le cinéma hindi la même année avec Aur Pyaar Ho Gaya. Son premier succès commercial a été le drame romantique tamoul Jeans (1998), qui était alors le film indien le plus coûteux à cette époque. Elle a rencontré un succès plus large et a remporté deux Filmfare Awards de la meilleure actrice pour ses performances dans les fresques musicales de Sanjay Leela Bhansali, Hum Dil De Chuke Sanam (1999) et Devdas (2002). Ce dernier film, diffusé au Festival de Cannes de 2002, l'a rendu célèbre dans le monde entier.
Rai a été saluée par la critique pour son interprétation d’une chanteuse ambitieuse dans le film Taal (1999), d’une veuve séductrice dans le film bengali Chokher Bali (2003), d’une femme malheureuse en mariage dans le drame Raincoat (2004), d'une femme immigrante indienne au Royaume-Uni qui brûle à mort son mari abusif dans Provoked (2006), et d’une infirmière dans Guzaarish (2010) de Bhansali. Elle a également été saluée pour avoir incarné deux rôles basés sur des personnages de Jane Austen : celui de Marianne Dashwood dans le film tamoul Kandukodain Kandukondain (2000) qui est une adaptation de Raisons et Sentiments, et celui d'Elizabeth Bennett dans Coups de foudre à Bollywood (2004), une adaptation d'Orgueil et Préjugés.
Ses plus grands succès commerciaux incluent les drames romantiques Mohabbatein (2000) d'Aditya Chopra et Ae Dil Hai Mushkil (2016) de Karan Johar, le film d’action Dhoom 2 (2006), le drame biographique Guru (2007), le film de science-fiction tamoul Enthiran (2010), ainsi que les films historiques Jodhaa Akbar (2008), Ponniyin Selvan : I (2022) et Ponniyin Selvan : II (2023).
En dehors de sa carrière au cinéma, Rai est ambassadrice de plusieurs organisations caritatives et soutient des causes philanthropiques à travers sa propre fondation. En 2012, elle a été nommée ambassadrice de bonne volonté pour le Programme commun des Nations unies sur le VIH/sida (ONUSIDA). Elle a également participé à des spectacles sur scène, est investisseuse et figure parmi les ambassadrices de marques de L'Oréal. En 2003, elle est devenue la première actrice indienne à faire partie du jury du Festival de Cannes. Elle a épousé l’acteur Abhishek Bachchan en 2007, avec qui elle a une fille.

## Biographie
Aishwarya Rai est née le 1er novembre 1973 dans une famille hindoue tuluva de la caste des Bunt à Mangalore, dans le Karnataka. Son père, Krishnaraj Rai, décédé le 18 mars 2017, était biologiste marin, et sa mère, Vrinda, est femme au foyer. Elle a un frère aîné, Aditya Rai, ingénieur dans la marine marchande. Le film Dil Ka Rishta (2003), a été coproduit par son frère et coécrit par sa mère. Elle parle couramment le toulou (sa langue maternelle), l’hindi, l’anglais, le marathi, et un peu le tamoule.

### Éducation
La famille de Rai a ensuite déménagé à Bombay en raison de la mutation professionnelle de son père. Là, elle a fréquenté le lycée Arya Vidya Mandir. Elle a poursuivi sa scolarité intermédiaire au Jai Hind College pendant un an, puis s’est inscrite au D. G. Ruparel College à Matunga, où elle a obtenu 90 % aux examens du Higher Secondary Certificate (l'équivalent indien du baccalauréat français). Décrivant son désir de maintenir un bon niveau académique, elle a déclaré : « J’ai toujours été première, sauf au contrôle de mi-semestre de 7e où j’ai fini deuxième. En 10e, mes aînés, mes cadets, tout le monde pensait que j’allais être première aux examens du conseil ICSE. Mais j’ai terminé septième ou huitième de la classe, et cela a été un gros coup pour mon ego. »
Rai a suivi une formation en danse et en musique classiques pendant cinq ans durant son adolescence, et a montré un intérêt pour les formes de danse traditionnelle, notamment le Bharata Natyam. Sa matière préférée était la zoologie, et elle avait initialement envisagé une carrière en médecine. Ayant l’intention de devenir architecte, elle s’est inscrite à la Rachana Sansad Academy of Architecture, mais elle a ensuite abandonné ses études pour se consacrer au mannequinat. Rai était apparue enfant comme mannequin pour les crayons Camlin, et plus tard, des photos d’elle prises par son professeur d’anglais pour un projet sont devenues virales, ce qui a conduit les photographes Gautam Rajadhyaksha et Farrokh Chothia à la contacter pour apparaître dans des publicités.

### Miss Monde
En 1991, Aishwarya Rai remporte un concours international de super-model (organisé par Ford) et est présentée dans l'édition américaine de Vogue. En 1993, elle gagne une énorme reconnaissance publique pour son apparition dans un spot publicitaire de Pepsi avec les acteurs Aamir Khan et Mahima Chaudhry. La seule ligne - « Salut, je suis Sanjana », de son dialogue la rend instantanément célèbre. En 1994, elle s'inscrit au concours de Miss Inde dans lequel elle termine première dauphine, derrière Sushmita Sen. Elle décroche également cinq autres titres, dont « Miss Catwalk », « Miss Miraculeuse », « Miss Photogénique », « Miss Perfect Ten » et « Miss Populaire ». Alors que Sushmita Sen, élue Miss Inde représente l'Inde au concours de beauté international de Miss Univers, Aishwarya Rai en tant que première dauphine représente l'Inde au concours de Miss Monde se tenant cette année-là à Sun City, en Afrique du Sud. Elle remporte le titre de Miss Monde en même temps que le titre de Miss Monde Continentale Reine de Beauté - Asie et Océanie. Après sa victoire, Aishwarya Rai parle de son rêve pour la paix dans le monde, et son désir d'être ambassadrice de paix pendant son règne à Londres. Puis elle continue à poursuivre entièrement une carrière comme mannequin jusqu'à ce qu'elle devienne actrice.

## Carrière

### Débuts dans le cinéma tamoul et premiers échecs dans le cinéma hindi: 1997-1998
En 1997, Rai fait ses débuts sous la direction de Mani Ratnam dans Iruvar, un drame politique semi-biographique tamoul avec Mohanlal, Prakash Raj, Tabu et Revathi. Rai y interprète les rôles de Pushpavalli et de Kalpana, cette dernière étant une représentation fictive de la politicienne et ancienne actrice Jayalalithaa. Son dialogue a été doublé par l'actrice Rohini, en raison de son faible niveau en tamoul. Le film reçoit des critiques particulièrement positives et remporte plusieurs distinctions dont celui du meilleur film au Festival international du film de Belgrade.
La même année, Rai a été choisie pour interpréter le rôle d’Ashi, une jeune femme engagée dans un mariage arrangé, aux côtés de Bobby Deol dans son premier film hindi, Aur Pyaar Ho Gaya, une comédie romantique. Le film a été un échec commercial et les critiques ont pointé du doigt son manque d'expérience en matière de jeu d’acteur. Elle remporte néanmoins le Star Screen Award du meilleur espoir féminin.
En 1998, elle connait son premier grand succès avec la comédie romantique Jeans réalisé par S. Shankar. Elle incarne Madhumita, une jeune femme qui accompagne sa grand-mère malade aux États-Unis pour obtenir des soins médicaux. Le film a valu à Aishwarya Rai qu'on lui fasse des éloges sur ses talents d'actrice et de danseuse. Le film représente l'Inde aux Oscar du meilleur film en langue étrangère, et était le film indien le plus cher jamais produit.
Le premier rôle de Rai en 1999 fut dans le mélodrame Aa Ab Laut Chalen, réalisé par Rishi Kapoor. Le film fut un échec critique et obtint des résultats médiocres au box-office. Son interprétation de Pooja Walia, une femme indienne traditionnelle vivant aux États-Unis, reçut des critiques négatives ; le site Rediff.com déclara : « Rai affiche un sourire figé et n’a jamais une scène où elle peut exprimer une quelconque profondeur. Tout ce qu’elle fait, c’est pleurer, sourire et être jolie. »

### Succès et reconnaissance publique dans le cinéma hindi: 1999-2002
En 1999, Rai tient le rôle principal dans la fresque romantique musicale Hum Dil De Chuke Sanam, qui marque un tournant décisif dans sa carrière. Le film, adaptation du roman bengali Na Hanyate de Maitreyi Devi, est réalisé par Sanjay Leela Bhansali et met également en vedette Salman Khan et Ajay Devgan. Rai y interprète Nandini, une jeune femme gujaratie contrainte d'épouser le personnage de Devgan, bien qu’elle soit amoureuse d’un autre homme, interprété par Khan. Bhansali choisit Rai après l’avoir rencontrée lors d’une projection, impressionné par la beauté de son regard. Khalid Mohamed, de Bombay Talkies, écrit qu’elle possède « une aisance indéniable pour le jeu d’acteur » ainsi que « cette combinaison rare de beauté à couper le souffle et d’intelligence ». Hum Dil De Chuke Sanam remporte un grand succès commercial et remporte 8 Filmfare Awards (l'équivalent des Oscars et des Césars pour le cinéma de Bollywood), dont celui du meilleur film, de la meilleure réalisation (pour Bhansali), et de la meilleure actrice pour Aishwarya Rai.
Elle enchaîne ensuite avec le rôle principal de Mansi, une jeune femme naïve dotée d’un talent exceptionnel pour le chant, dans la comédie musicale Taal de Subhash Ghai, aux côtés d’Akshaye Khanna et Anil Kapoor. Un critique de Rediff.com loue son jeu d’actrice et ses performances en danse dans le film, écrivant : « Taal renforcera encore sa réputation d’actrice, tout en ne diminuant en rien son image de beauté renversante.»  Le film connaît un succès commercial et se distingue comme le premier film indien à figurer dans le top 20 du box-office américain. Rai obtient cette année-là une seconde nomination au Filmfare Award de la meilleure actrice.
En 2000, Rai tient le rôle principal dans Kandukondain Kandukondain, une adaptation tamoule du roman Raison et Sentiments de Jane Austen. Réalisé par Rajiv Menon, le film met également en vedette Mammootty, Tabu et Ajith Kumar. Rai incarne Meenakshi, inspirée de Marianne Dashwood, la sœur cadette du personnage joué par Tabu. Le film connaît un succès critique et commercial, et la prestation de Rai est saluée par la critique ; The Indian Express écrit : « S’attaquant à son rôle avec juste ce qu’il faut d’innocence, Rai rend pleinement justice à son personnage, et se montre parfaitement à la hauteur de Tabu. »
Elle enchaîne ensuite avec Josh, un drame d’action aux côtés de Shahrukh Khan et Chandrachur Singh. Elle y interprète Shirley Dias, la sœur jumelle du personnage de Khan, qui tombe amoureuse du frère de l’ennemi juré de ce dernier (joué par Singh). Josh reçoit des critiques mitigées mais remporte un succès commercial,
Dans le drame social Hamara Dil Aapke Paas Hai de Satish Kaushik, elle joue le rôle d’une victime de viol, aux côtés d’Anil Kapoor et Sonali Bendre. Le film est bien accueilli par la critique et fonctionne bien au box-office. Sukanya Verma salue le choix de Rai d’avoir accepté ce rôle, affirmant qu’elle « exprime avec justesse la douleur et le tumulte d’une victime de viol. Mais c’est surtout sa transition vers une femme essayant de recoller les morceaux de sa vie brisée qui est impressionnante.» Cette performance lui vaut une troisième nomination au Filmfare Award de la meilleure actrice.
Après un rôle principal dans l’échec commercial Dhai Akshar Prem Ke, Rai interprète un rôle secondaire dans la comédie romantique musicale Mohabbatein, réalisée par Aditya Chopra. Elle y joue Megha Shankar, la fille du personnage d’Amitabh Bachchan, qui se suicide en découvrant que son père refuse son histoire d’amour avec l’un de ses étudiants (joué par Shahrukh Khan). Mohabbatein reçoit des critiques positives, devient le plus grand succès de l’année, et vaut à Rai une nomination au Filmfare Award de la meilleure actrice dans un second rôle.
L’année suivante, elle partage l’affiche avec Govinda et Jackie Shroff dans la comédie romantique Albela, qui reçoit des critiques globalement négatives, tout comme sa performance. Taran Adarsh de Bollywood Hungama qualifie son jeu de « plastique dans certaines scènes ».

### Devdaset reconnaissance internationale
En 2002, elle est de nouveau l'héroïne du réalisateur Sanjay Leela Bhansali, dans le drame romantique d'époque Devdas. Dans cette adaptation du roman éponyme de Sharatchandra Chattopadhyay (qui a été adapté plusieurs fois au cinéma), elle y incarne Parvati (surnomée Paro), l’amour d’enfance de Devdas, le personnage principal (incarné par Shahrukh Khan), dont la relation est empêchée par les différences sociales et les contraintes familiales. Ce dernier sombre dans l'alcoolisme et la folie, se réfugiant dans les bras d'une courtisane, jouée par Madhuri Dixit. Le film a été projeté au Festival de Cannes en 2002 et a été inclus par le magazine Time dans sa liste des « 10 meilleurs films du millénaire ». Devdas a connu un grand succès international avec des recettes supérieures à 840 millions de roupies (environ 11 millions d'euros). Alan Morrison, dans Empire, a salué les performances des trois acteurs principaux, écrivant : « Rai prouve qu’elle possède le talent d’actrice pour soutenir sa beauté impeccable ». Devdas a été choisi comme candidature officielle de l’Inde aux Oscars dans la catégorie meilleur film en langue étrangère et a reçu une nomination aux BAFTA dans la même catégorie. En Inde, le film a remporté 11 Filmfare Awards, dont un second trophée de la meilleure actrice pour Aishwarya Rai, ainsi que celui du meilleur film, meilleur réalisateur (Bhansali), meilleur acteur (Khan), et meilleur second rôle féminin (Dixit).
Aussi en 2002, elle a participé à l’émission télévisée britannique From India with Love aux côtés d’Amitabh Bachchan, Aamir Khan, Shahrukh Khan et Preity Zinta. Le spectacle s’est déroulé à Old Trafford à Manchester et à Hyde Park à Londres, devant plus de 100 000 spectateurs.
Continuant son ascension, Aishwarya Rai est l'année suivante la première actrice indienne membre du jury du Festival de Cannes,.
En 2003, Rai a joué dans deux drames romantiques — Dil Ka Rishta, la première production de son frère, aux côtés d’Arjun Rampal, et Kuch Naa Kaho de Rohan Sippy, aux côtés d’Abhishek Bachchan, son futur mari. Aucun de ces films n’a rencontré de succès critique ou commercial. Elle s’est ensuite fait remarquer pour son rôle principal dans le film indépendant bengali Chokher Bali de Rituparno Ghosh, adaptation du roman éponyme de Rabindranath Tagore. Rai y incarne Binodini, une veuve manipulatrice et tourmentée par ses désirs sexuels dans le Bengale du début du XXe siècle. Le film a connu un grand succès critique, Rai étant particulièrement saluée pour sa performance ; Derek Elley de Variety a noté : « Rai domine le film par sa présence délicatement sensuelle et sa grâce physique ». Sur le plan commercial, le film a été un succès inattendu.
Après le succès de Chokher Bali, Rai est revenue au cinéma hindi grand public avec Khakee (2004) de Rajkumar Santoshi, un thriller d’action mettant en vedette Amitabh Bachchan, Akshay Kumar et Ajay Devgan. Le film raconte l’histoire de cinq policiers impliqués dans une enquête autour d’une attaque terroriste ; Rai y joue Mahalakshmi, une complice armée. Lors du tournage de Khakee, elle a été accidentellement heurtée par une voiture en marche, ce qui lui a causé une fracture au pied gauche. À sa sortie, le film a rencontré un succès critique et commercial modéré.
En 2004, elle est la première actrice indienne à avoir sa statue chez Madame Tussauds, le musée de cire de Londres. Elle est ensuite à l'affiche d'une production anglo-indienne, adaptation par Gurinder Chadha d'Orgueil et préjugés, intitulée Bride and Prejudice (Coup de foudre à Bollywood), qui obtient un certain succès au box-office et dans lequel elle y incarne la version punjabi d’Elizabeth Bennet. Un article de Rolling Stone soulignait qu’« elle est une beauté de classe mondiale dotée d’un talent à la hauteur, comme elle le prouve dans son premier rôle anglophone». Avec un box-office mondial de 24 millions de dollars pour un budget de production de 7 millions, Bride and Prejudice a été un succès commercial.
Rai a ensuite collaboré pour la deuxième fois avec le réalisateur Rituparno Ghosh dans le drame relationnel Raincoat (2004), une adaptation de la nouvelle Le Cadeau des rois mages d’O. Henry qui a remporté le National Film Award du meilleur long métrage en hindi. Les critiques ont salué le film et ont noté l’absence de glamour dans le rôle de Rai, qui lui a valu une nomination au Filmfare Award de la meilleure actrice. Derek Elley de Variety a qualifié Raincoat de « joyau intime » et a souligné que Rai avait délaissé « son maquillage et ses tenues impeccables habituels, ressemblant davantage à une poupée brisée et détraquée». Gautaman Bhaskaran de The Hindu a déclaré que Rai « avait un aspect assez simple et semblait faire un effort sincère pour exprimer des émotions, utilisant moins son corps et ses membres, et davantage son visage, notamment ses yeux ».
En 2005, Rai a partagé l’affiche avec Sanjay Dutt et Zayed Khan dans le drame pour adultes Shabd, qui raconte l’histoire d’un auteur qui, pour préparer son prochain livre, persuade sa femme d’entamer une relation avec un homme plus jeune. Le film a reçu des critiques majoritairement négatives et a été un échec commercial. The Times of India écrivait : « Pour la énième fois, Mme Rai est à couper le souffle. Et c’est tout. Elle est comme cette carte postale que l’on reçoit alors qu’on attendait une lettre. Très belle à regarder, mais inutile car elle ne dit rien.» La même année, Rai a tenu le rôle principal de Tilo aux cotés de Dylan McDermott dans le film fantastique romantique The Mistress of Spices de Paul Mayeda Berges, adaptation du roman éponyme de Chitra Banerjee Divakaruni. Le film a essuyé des critiques négatives et a été un échec commercial. Peter Bradshaw du Guardian a qualifié la performance de Rai d’« agaçante » et a écrit qu’elle « glisse et minaude » tout au long du film. Sa seule réussite de 2005 fut une apparition spéciale dans la chanson item-number ''Kajra Re'' dans la comédie policière Bunty Aur Babli de Shaad Ali, où elle danse aux cotés d'Amitabh Bachchan et Abhishek Bachchan.
En 2006, Rai a joué dans Umrao Jaan de J. P. Dutta et Dhoom 2 produit par Yash Raj Films. Umrao Jaan est une adaptation du roman ourdou Umrao Jaan Ada (1905) de Mirza Hadi Ruswa, qui raconte l’histoire tragique d’une courtisane du XIXe siècle à Lucknow. Rai y incarne le rôle-titre, précédemment interprété par Rekha dans la première adaptation cinématographique en 1981. Les critiques, comparant souvent le film à cette adaptation précédente, ont été sévères envers le film et la performance de Rai,. Joshi Poonam de la BBC a déclaré : « Seule Rai pouvait émuler la grâce et l’assurance de Rekha, mais elle ne capture pas pleinement l’intensité de la mélancolie persistante d’Umrao », et « la beauté éclatante et le talent artistique de Rai [...] retiennent l’attention du public, sans forcément susciter une véritable implication émotionnelle ».
Dans le film d’aventure Dhoom 2 réalisé par Sanjay Gadhvi, Rai incarne Sunehri, une voleuse qui aide la police à attraper un criminel insaisissable ; le casting comprend également Hrithik Roshan, Abhishek Bachchan, Bipasha Basu et Uday Chopra. Dhoom 2 a reçu des critiques mitigées à positives et constitue le premier grand succès commercial de Rai depuis Devdas. Le film a été un véritable blockbuster et est devenu le film indien le plus rentable de 2006, avec des recettes supérieures à 1,11 milliard de roupies (environ 13 millions de dollars). Rediff.com a commenté : « [Rai] mise tout sur le glamour sans profondeur. On ressent rarement une quelconque tension dans son jeu ou ses expressions. [...] Sunehri apparaît dans le film près de 50 minutes après le début, déguisée. En un rien de temps, elle porte des vêtements très légers. Dès qu’elle ouvre la bouche — ce qui arrive deux minutes après son apparition — elle gâche l’image.» Néanmoins, sa performance lui a valu une sixième nomination au Filmfare Award de la meilleure actrice.
En 2007, Rai retourne sous la direction de Mani Ratnam dans le drame social Guru, inspirée de la vie de l’homme d’affaires Dhirubhai Ambani, et dans lequel elle retrouve son mari Abhishek Bachchan. Le film y raconte l’ascension d’un homme sans instruction qui construit un empire multinational. Le film a reçu un accueil critique international très favorable et a rencontré un succès au box-office,. Richard Corliss du magazine Time a qualifié le personnage de Rai d’« ornement », tandis que Raja Sen de Rediff.com a estimé qu’elle avait livré « sans doute sa meilleure performance, visible surtout lors du climax du film». Rai a obtenu sa septième nomination au Filmfare Award de la meilleure actrice pour ce rôle.
Elle a ensuite joué aux côtés de Naveen Andrews et Miranda Richardson dans le drame britannique indépendant Provoked de Jag Mundhra, incarnant Kiranjit Ahluwalia, une Indienne non résidente qui tue son mari après avoir subi des années de violences domestiques. Rai a reçu des critiques majoritairement positives pour sa prestation. Indu Mirani du Daily News and Analysis a écrit : « Aishwarya Rai joue la femme battue dans ce qui est sans doute l’une de ses meilleures performances à ce jour. Elle traverse avec conviction les différentes étapes du choc, de la confusion, du remords et enfin de la rédemption». Le film a été bien accueilli à l’international et a connu un succès commercial modéré au Royaume-Uni,. La même année, Rai Bachchan a joué aux côtés de Ben Kingsley, Colin Firth et Thomas Sangster dans le film épique La Dernière Légion de Doug Lefler, où elle incarne la guerrière indienne Mira.
Après une série de films aux résultats décevants, tant sur le plan critique que commercial, Rai Bachchan a retrouvé le succès critique et commercial avec le drame romantique d’époque Jodhaa Akbar (2008) d’Ashutosh Gowariker. Le film relate une histoire partiellement romancée du mariage de convenance entre l’empereur moghol Jalaluddin Muhammad Akbar (interprété par Hrithik Roshan) et la princesse rajput Jodha Bai (jouée par Rai). Rajeev Masand a noté : « Rai est merveilleusement retenue et utilise ses yeux avec maîtrise pour transmettre tant d’émotions, faisant de cette prestation l’une de ses meilleures». Le film a généré 1,12 milliard de roupies (environ 13 millions de dollars) et a valu à Rai Bachchan une huitiéme nomination au Filmfare Award de la meilleure actrice.
Elle a ensuite partagé l’affiche avec son mari Abhishek Bachchan et son beau-père Amitabh Bachchan dans Sarkar Raj, un drame politique réalisé par Ram Gopal Verma, suite du succès au box-office Sarkar (2005). Elle y incarne Anita Rajan, la directrice générale d’une entreprise internationale d’énergie qui propose d’implanter une usine dans une région rurale du Maharashtra. Le film a été un succès critique et commercial, et les performances des trois acteurs principaux ont été saluées.

### Fluctuations de carrière et pause de maternité (2009-2011)
Le rôle suivant d’Aishwarya fut dans la comédie d’espionnage américaine La Panthère Rose 2 (2009), réalisée par Harald Zwart, dans laquelle elle joue aux côtés de Steve Martin, Jean Reno et Emily Mortimer. Elle y incarne Sonia Solandres, une experte en criminologie séduisante. Comme son prédécesseur, The Pink Panther 2 a reçu des critiques négatives mais a rapporté 34 millions de dollars au box-office américain. Roger Ebert écrivit : « Rai est époustouflante dans les films de Bollywood, où l’on met beaucoup de savoir-faire à admirer la beauté, mais ici elle est sous-exploitée et trop en retrait.».
En 2010, elle Mani Ratnam qui lui confie un rôle dans ses deux adaptations contemporaines de l’épopée indienne Ramayana : la version tamoule intitulée Raavanan et la version hindi Raavan, tournées simultanément. Dans les deux versions, elle joue Ragini, l’épouse d’un surintendant de police enlevée par un bandit. Son personnage est inspiré de Sita, l’héroïne du Ramayana. Raavanan marquait le retour de l'actrice au cinéma tamoul après une pause de dix ans. Ce film fut un succès commercial, contrairement à la version hindi qui fut un échec. Les critiques furent partagées, tant sur les films que sur les performances de Rai. Kaveree Bamzai, d’India Today, écrivit : « La Sita de Rai est l’un des meilleurs éléments du film... sa performance est sincère — c’est une actrice qui est à l’aise pour incarner des femmes, et non des jeunes filles.» 
Le rôle suivant de Rai Bachchan fut face à Rajinikanth dans le film de science-fiction tamoul Enthiran (2010), réalisé par S. Shankar. Elle y incarne Sana, une étudiante et petite amie du personnage de Rajinikanth. À sa sortie, Enthiran était la production la plus chère de l’histoire du cinéma indien et devint l’un des plus gros succès de tous les temps en Inde. Elle enchaîna ensuite avec Action Replayy, une comédie de science-fiction de Vipul Shah avec Akshay Kumar, Aditya Roy Kapoor et Neha Dhupia, où elle joue Mala, une jeune femme capricieuse et impulsive.
Son dernier film de 2010 fut le drame Guzaarish, sa troisième collaboration avec le réalisateur Sanjay Leela Bhansali et l’acteur Hrithik Roshan. Le film raconte l’histoire d’Ethan Mascarenas, un ancien magicien devenu tétraplégique (interprété par Roshan), qui après des années de souffrance, dépose une demande d’euthanasie. Rai incarne Sophia D’Souza, l’infirmière d’Ethan, elle-même victime d’un mari alcoolique et violent. Grâce à sa relation de confiance avec Bhansali, elle accepta le rôle sans même lire le scénario. Bien que le film ait échoué commercialement, Guzaarish fut salué par la critique. The Telegraph le décrivit comme « l’une des meilleures performances de Rai », et The Times of India écrivit : « Rai est une vision flamboyante de feu et de grâce, qui s’approprie certaines scènes par sa seule vitalité. » Elle reçoit pour ce rôle sa neuvième nomination au Filmfare Award de la meilleure actrice.
Elle participe à Bollywood, The Greatest Love Story Ever Told de Rakeysh Om Prakash Mera et Jeff Zimbalist, un documentaire qui revient sur Bollywood, ses acteurs et ses films, projeté hors compétition lors des festivals de Cannes 2011 et 2013. En février 2011, elle est invitée avec son mari à la cérémonie des Oscars. La même année, Rai fut choisie pour incarner l’héroïne du drame social Héroïne de Madhur Bhandarkar, mais elle dut se retirer du projet en raison de sa grossesse. Elle fut alors remplacée par Kareena Kapoor, qui était à l’origine pressentie pour le rôle.
Elle interrompt sa carrière à la naissance de sa fille mais de nombreuses propositions de script lui parviennent toujours, laissant supposer un retour sur les plateaux de cinéma.

### Succès avec des apparitions sporadiques (2016–présent)
Après une pause de cinq ans dans sa carrière d’actrice, elle fait son retour avec le drame-thriller Jazbaa réalisé par Sanjay Gupta, dans lequel elle partage l’affiche avec Shabana Azmi et Irrfan Khan. Elle a également assuré la production du film. Jazbaa est un remake du thriller coréen Seven Days (2007) ; Rai Bachchan y incarne Anuradha Verma, une avocate pénaliste contrainte de défendre un violeur en échange de la sécurité de sa fille. Shubha Shetty-Saha du journal Mid-Day critique le mélodrame jugé excessif et intrusif du film, et estime que Rai Bachchan « correspond au rôle et fait un travail assez correct, excepté dans certaines scènes émotionnelles où elle en fait trop». Le film a eu des résultats décevants au box-office.
En 2016, elle tient le rôle principal dans le drame biographique Sarbjit d’Omung Kumar, basé sur l’histoire de Sarabjit Singh, un fermier indien condamné pour terrorisme par un tribunal pakistanais, et dont la sœur Dalbir Kaur a mené campagne pour sa libération. Rai Bachchan interprète Dalbir Kaur, tandis que Randeep Hooda joue Sarabjit Singh. Le film est présenté au 69e Festival de Cannes. Certains critiques estiment que Rai Bachchan est « mal choisie », car elle ne ressemble ni ne parle comme une femme sikh. Son accent pendjabi ainsi que certaines de ses scènes trop dramatiques sont largement critiqués, même si plusieurs commentateurs soulignent qu’elle se distingue dans les scènes plus calmes du film. Ce rôle lui vaut sa dixième nomination au Filmfare Award de la meilleure actrice. Le film rapporte plus de 440 millions de roupies (environ 5,2 millions de dollars) dans le monde pour un budget de production de 150 millions de roupies (1,8 million de dollars).
Toujours en 2016, Rai Bachchan joue dans le drame romantique Ae Dil Hai Mushkil de Karan Johar, aux côtés de Ranbir Kapoor. Elle y incarne une poétesse nommée Saba qui vit une relation avec un homme plus jeune (incarné par Kapoor). Sa performance est saluée malgré un temps d’écran limité. Joe Leydon, dans Variety, la considère comme le principal atout du film, écrivant qu’elle « semble venir d’un autre film, où les émotions sont exprimées de façon plus subtile et touchante. Quand elle quitte Ae Dil Hai Mushkil, on aimerait pouvoir partir avec elle.» Ce film devient l’un des plus grands succès commerciaux de Rai Bachchan avec des recettes dépassant les 2 milliards de roupies (24 millions de dollars).
Deux ans plus tard, elle joue une chanteuse kidnappée par un père désespéré dans la comédie dramatique Fanney Khan (2018), adaptation du film belge Everybody's Famous (2000), avec Anil Kapoor et Rajkummar Rao. Uday Bhatia du journal Mint n’apprécie pas le film et critique Rai Bachchan, la jugeant « trop calme à l’écran pour rendre crédible le genre d’absurdité que ce film exige ».
Rai Bachchan retrouve ensuite Mani Ratnam pour Ponniyin Selvan: I (2022) et Ponniyin Selvan: II (2023), un diptyque tamoul historique inspiré du roman épique éponyme de Kalki Krishnamurthy. Les deux parties ont été tournées simultanément. Elle incarne Nandini, une reine Chola machiavélique. Haricharan Pudipeddi du Hindustan Times considère sa performance dans la première partie comme la meilleure de toute la distribution et dans la seconde comme la meilleure de sa carrière. Sonil Dedhia de News18 souligne qu’elle est « merveilleusement retenue et utilise son regard avec une grande maîtrise pour transmettre énormément».
Ponniyin Selvan: I rapporte 5 milliards de roupies (59 millions de dollars) dans le monde, devenant l’un des plus gros succès du cinéma tamoul, tandis que Ponniyin Selvan: II dépasse les 3 milliards de roupies (35 millions de dollars).

## Hors du cinéma

### Performances sur scène
En 1999, Rai a participé à une tournée mondiale intitulée The Magnificent Five aux côtés d’Aamir Khan, Rani Mukherjee, Akshaye Khanna et Twinkle Khanna.
En 2001, elle prend part à sa première tournée nord-américaine Craze 2001, avec Anil Kapoor, Aamir Khan, Preity Zinta et Gracy Singh. Le spectacle connaît une annulation partielle à cause des attentats du 11 septembre 2001 aux États-Unis. L’équipe se prépare alors à rentrer en urgence en Inde, mais la tournée se poursuit finalement au Canada.
Rai Bachchan se produit également avec d’autres acteurs de Bollywood lors de la cérémonie de clôture des Jeux du Commonwealth de 2006 à Melbourne, en Australie. Cette performance visait à mettre en valeur la culture indienne en prévision des Jeux du Commonwealth de 2010 qui devaient être organisés en Inde.
Entre juillet et août 2008, Rai Bachchan, son mari Abhishek Bachchan, son beau-père Amitabh Bachchan, ainsi que les acteurs Preity Zinta, Ritesh Deshmukh et Madhuri Dixit prennent part au spectacle Unforgettable World Tour, qui passe par les États-Unis, le Canada, le Royaume-Uni, les Pays-Bas et Trinité-et-Tobago.

### Business
Rai Bachchan a participé aux opérations administratives de la société de divertissement de son beau-père, Amitabh Bachchan Corporation.
En 2016, Rai Bachchan a été nommée dans les Panama Papers, une base de données issue d’une fuite d’un ancien cabinet d’avocats panaméen spécialisé dans les sociétés offshore, publiée sur Internet. Elle, ses parents et son frère y figuraient comme administrateurs d’une entité offshore nommée Amic Partners Limited, enregistrée dans les Îles Vierges britanniques entre 2005 et 2008. En décembre 2021, la Direction de l’application des lois (Enforcement Directorate) l’a interrogée. Elle a nié toute connaissance de cette société et déclaré que son père s’occupait de ses affaires financières.
En 2019, Rai Bachchan et sa mère ont investi 10 millions de roupies (environ 120 000 dollars) dans la start-up environnementale Ambee, qui mesure la qualité de l’air et d’autres paramètres à partir de données. En 2021, l’entreprise Possible, spécialisée dans la santé et la nutrition et soutenue par Kalaari Capital, a obtenu un financement de 50 millions de roupies (environ 590 000 dollars) de la part de Rai Bachchan lors d’une levée de fonds majeure.

### Contrats publicitaires
Rai Bachchan a tourné sa première publicité pour les crayons d’examen Camlin alors qu’elle était en classe de troisième. Elle devient célèbre après être apparue dans une publicité pour Pepsi aux côtés de l’acteur Aamir Khan. Elle est la seule actrice à avoir été l’égérie à la fois de Pepsi et de Coca-Cola.
Rai Bachchan est l’une des principales ambassadrices de marques en Inde. En 1999, elle est nommée Ambassadrice de l’Élégance par la marque Longines. En 2003, elle devient ambassadrice mondiale de L’Oréal, aux côtés d’Andie MacDowell, Eva Longoria et Penélope Cruz.
Elle a prêté son image à de nombreuses marques, dont Longines, L’Oréal, Titan Watches, Coca-Cola, Lakmé Cosmetics, les pagers Casio, Philips, Palmolive, Lux, Fujifilm, les bijoux Nakshatra Diamond Jewellery, ainsi que Kalyan Jewellers. Elle a également été désignée ambassadrice officielle des diamants De Beers en Inde.
En 2012, elle est classée deuxième ambassadrice de marque horlogère la plus populaire au monde, selon une enquête du World Watch Report. En 2013, le groupe TTK a engagé Rai Bachchan et son mari comme ambassadeurs de marque.
En 2023, la chaîne CNBC TV18 rapporte qu’elle gagnait entre 60 et 70 millions de roupies par jour (soit entre 710 000 et 830 000 dollars) pour ses campagnes publicitaires.

### Projets caritatifs
Rai est ambassadrice de la campagne nationale de l’Eye Bank Association of India, visant à promouvoir le don de cornée. En novembre 2004, elle crée la Aishwarya Rai Foundation pour venir en aide aux personnes démunies en Inde.
En 2005, elle devient ambassadrice de la campagne Pulse Polio, lancée par le gouvernement indien en 1994 pour éradiquer la poliomyélite dans le pays. La même année, elle est nommée porte-parole de l’Année internationale du microcrédit, afin de sensibiliser le public aux efforts des Nations unies en matière de lutte contre la pauvreté.
En février 2005, Rai participe au concert caritatif HELP! Telethon, aux côtés d’autres stars de Bollywood, pour récolter des fonds en faveur des victimes du tsunami de 2004.
En 2008, avec d’autres membres de la famille Bachchan, elle pose la première pierre d’une école portant son nom destinée aux jeunes filles défavorisées dans le village de Daulatpur, dans l’Uttar Pradesh. La famille Bachchan annonce alors qu’elle financera la construction. Toutefois, le terrain alloué devient l’objet d’un litige entre le beau-père de Rai Bachchan et l’actrice et politicienne Jaya Prada. Le différend aurait été résolu en 2012, mais en 2018, la construction n’avait toujours pas commencé.
Rai Bachchan soutient l’association PETA India. En 2009, elle est nommée première ambassadrice de bonne volonté de Smile Train, une organisation internationale qui fournit gratuitement des opérations pour corriger les fentes labiales et palatines chez les enfants démunis. Son travail avec Smile Train se concentre sur l’Inde ainsi que sur 76 autres pays en développement.
En septembre 2012, elle rejoint le Secrétaire général de l’ONU Ban Ki-moon et l’acteur Michael Douglas à New York, lors d’une cérémonie marquant la Journée internationale de la paix. Peu après, elle est nommée ambassadrice internationale de bonne volonté pour ONUSIDA, le programme commun des Nations unies sur le VIH/SIDA. Elle est chargée de sensibiliser à la protection des enfants contre le VIH et de promouvoir l’accès aux traitements antirétroviraux.

### Vie privée
Très proche de sa famille, Aishwarya Rai vivait avec les siens à Bandra, Bombay, jusqu’à son mariage. Elle est hindoue et profondément religieuse.
En 1999, Aishwarya Rai commence à fréquenter l'acteur Salman Khan ; leur relation est largement médiatisée jusqu’à leur rupture en 2002. Elle a déclaré avoir mis fin à cette relation en raison de "violences (verbales, physiques et émotionnelles), d’infidélité et d’humiliations" de la part de Khan.
Elle entame ensuite une relation amoureuse avec l’acteur Vivek Oberoi, qui se termine en 2005.
L’acteur Abhishek Bachchan (fils de l'actrice Jaya Bachchan et du légendaire Amitabh Bachchan) tombe amoureux d’elle pendant le tournage de Dhoom 2. Leurs fiançailles sont annoncées le 14 janvier 2007 et confirmées par son père, Amitabh Bachchan. Le couple se marie le 20 avril 2007 selon les rites hindous traditionnels. Des cérémonies d'inspiration nord-indienne et bengalie sont également célébrées. Le mariage a lieu lors d’une cérémonie privée à la résidence des Bachchan à Juhu, Bombay. Les médias indiens les décrivent comme un couple vedette.
Peu après leur mariage, elle est accompagnée par son mari au Festival de Cannes, puis tous deux apparaissent dans The Oprah Winfrey Show le 28 septembre 2009. Aishwarya Rai Bachchan est la première célébrité indienne à avoir été invitée deux fois dans l’émission. Elle assiste également à la 83e cérémonie des Oscars avec son époux.
En juin 2011, ce dernier annonce sur Twitter qu'Aishwarya est enceinte,. Le 16 novembre 2011, à l'hôpital privé Seven Hills de Mumbai, elle accouche d'une fille, nommée Aaradhya,.
En plus de son activité d'actrice, Aishwarya Rai est l'égérie de Longines depuis 1999, et de l'Oréal depuis 2003, ce qui l'amène régulièrement au festival de Cannes. Fin 2010, elle est au centre d'une polémique car elle accuse l'édition indienne de Elle d'avoir blanchi sa peau sur la couverture du numéro de décembre 2010 du magazine. Elle est en 2012, nouvelle égérie de Kalyan Jewellers, une marque de bijoux renommée en Inde.
Aishwarya Rai est en 2011, ambassadrice de bonne volonté pour l'association Smile Train qui aide à fournir gratuitement une chirurgie labiale à des enfants dans 76 pays en développement, y compris l'Inde.
En septembre 2012, le Programme commun des Nations unies pour la lutte contre le VIH/sida (ONUSIDA) nomme Aishwarya Rai Bachchan comme ambassadrice itinérante internationale. Elle a pour tâche principale d'améliorer la prise de conscience des mesures à prendre pour éviter les nouvelles infections par le virus VIH et de plaider en faveur d'un accès accru aux traitements antirétroviraux. En 2013, Aishwarya Rai fait son entrée au musée Grévin Montréal.

## Distinctions
Aishwarya Rai domine les récompenses et les nominations en Inde et à l'étranger, tout au long de sa carrière d'actrice et de mannequin. Sacrée Miss Monde en 1994. Elle a reçu plus de 10 prix aux Filmfare Awards dont Hum Dil De Chuke Sanam en 1999 et Devdas  en 2002. En 2009, elle reçoit le Padma Shri, 4e plus haute distinction en Inde, et elle est élevée au rang de chevalier de l'ordre des Arts et des Lettres,, le jeudi 1er novembre 2012 à Bombay, pour son « inestimable contribution au monde du cinéma et au développement de la coopération franco-indienne dans le cinéma, l'art et la culture »,,. Elle a également été élue « 4e plus grande actrice de tous les temps de l'Inde » dans un sondage national de CNN-IBN, effectué en 2013.

## Filmographie

### Cinéma
| Année | Titre du film              | Réalisateur              | Langue        | Rôle                       | Notes                                                                                               |
| ----- | -------------------------- | ------------------------ | ------------- | -------------------------- | --------------------------------------------------------------------------------------------------- |
| 1997  | Iruvar                     | Mani Ratnam              | Tamoul        | Pushpavalli//Kalpana       | Double rôle                                                                                         |
| 1997  | Aur Pyaar Ho Gaya          | Rahul Rawail             | Hindi         | Ashi Kapoor                | |
| 1998  | Jeans                      | S. Shankar               | Tamoul        | Madhumita                  | |
| 1999  | Aa Ab Laut Chalen          | Rishi Kapoor             | Hindi         | Pooja Walia                | |
| 1999  | Hum Dil De Chuke Sanam     | Sanjay Leela Bhansali    | Hindi         | Nandini Darbar             | Lauréate - Filmfare Award de la meilleure actrice                                                   |
| 1999  | Ravoyi Chandamama          | Jayanth C. Paranjee      | Télougou      | -                          | apparait dans la chanson Love to Live                                                               |
| 1999  | Taal                       | Subhash Ghai             | Hindi         | Mansi Shankar Manhuja      | Nomination - Filmfare Award de la meilleure actrice                                                 |
| 2000  | Mela                       | Dharmesh Darshan         | Hindi         | Champakali                 | apparition spéciale                                                                                 |
| 2000  | Kandukondain Kandukondain  | Rajiv Menon              | Tamoul        | Meenakshi Bala             | |
| 2000  | Josh                       | Mansoor Khan             | Hindi         | Shirley Dias               | |
| 2000  | Hamara Dil Aapke Paas Hai  | Satish Kaushik           | Hindi         | Preeti Virat               | Nomination - Filmfare Award de la meilleure actrice                                                 |
| 2000  | Dhaai Akshar Prem Ke       | Raj Kanwar               | Hindi         | Sahiba Grewal              | |
| 2000  | Mohabbatein                | Aditya Chopra            | Hindi         | Megha Shankar              | Nomination - Filmfare Award de la meilleure actrice dans un second rôle, 2e film avec Shahrukh Khan |
| 2001  | Albela                     | Deepak Sareen            | Hindi         | Sonia Heinz                | |
| 2002  | Hum Tumhare Hain Sanam     | K. S. Adhiyaman          | Hindi         | Suman                      | apparition spéciale                                                                                 |
| 2002  | Hum Kisi Se Kum Nahin      | David Dhawan             | Hindi         | Komal Rastogi              | |
| 2002  | 23rd March 1931: Shaheed   | Guddu Dhanoa             | Hindi         | —                          | apparition spéciale                                                                                 |
| 2002  | Devdas                     | Sanjay Leela Bhansali    | Hindi         | Parvati "Paro" Chakraborty | Lauréate - Filmfare Award de la meilleure actrice 2nd film de Sanjay Leela Bhansali                 |
| 2002  | Shakti: The Power          | Pasupuleti Krishna Vamsi | Hindi         | La fille du rêve           | apparition spéciale dans la chanson Ishq Kamina avec Shahrukh Khan                                  |
| 2003  | Chokher Bali               | Rituparno Ghosh          | Bengali       | Binodini                   | |
| 2003  | Dil Ka Rishta              | Naresh Malhotra          | Hindi         | Tia Sharma                 | |
| 2003  | Kuch Naa Kaho              | Rohan Sippy              | Hindi         | Namrata Shrivastav         | |
| 2003  | Khakee                     | Rajkumar Santoshi        | Hindi         | Mahalakshmi                | |
| 2003  | Kyun...! Ho Gaya Na        | Samir Karnik             | Hindi         | Diya Malhotra              | |
| 2004  | Coup de foudre à Bollywood | Gurinder Chadha          | Anglais       | Lalita Bakshi              | premiere production internationale                                                                  |
| 2004  | Raincoat                   | Rituparno Ghosh          | Hindi         | Neerja                     | Nomination - Filmfare Award de la meilleure actrice                                                 |
| 2005  | Shabd                      | Leena Yadav              | Hindi         | Antara Vashist/Tammana     | |
| 2005  | The Mistress of Spices     | Paul Mayeda Berges       | Anglais       | Tilo                       | |
| 2005  | Bunty Aur Babli            | Shaad Ali                | Hindi         | —                          | apparition spéciale dans la chanson Kajra Re                                                        |
| 2006  | Umrao Jaan                 | J.P. Dutta               | Hindi         | Umrao Jaan                 | |
| 2006  | Dhoom 2                    | Sanjay Gadhvi            | Hindi         | Sunehri                    | Nomination - Filmfare Award de la meilleure actrice                                                 |
| 2007  | Guru                       | Mani Ratnam              | Hindi         | Sujata Desai               | Nomination - Filmfare Award de la meilleure actrice 2nd film de Mani Ratnam                         |
| 2007  | Provoked                   | Jag Mundhra              | Anglais/Hindi | Kiranjit Ahluwalia         | |
| 2007  | La Dernière Légion         | Doug Lefler              | Anglais       | Mira                       | |
| 2008  | Jodhaa Akbar               | Ashutosh Gowariker       | Hindi         | Jodhaa Bai                 | Nomination - Filmfare Award de la meilleure actrice                                                 |
| 2008  | Sarkar Raj                 | Ram Gopal Varma          | Hindi         | Anita Rajan                | |
| 2009  | La Panthère rose 2         | Harald Zwart             | Anglais       | Sonia Solandres            | |
| 2010  | Raavan                     | Mani Ratnam              | Hindi         | Ragini Sharma              | 3ème film de Mani Ratnam (tourné en simultané avec la version tamoule)                              |
| 2010  | Raavanan                   | Mani Ratnam              | Tamoul        | Ragini Subramaniam         | 4ème film de Mani Ratnam (tourné en simultané avec la version hindi)                                |
| 2010  | Enthiran: The Robot        | S. Shankar               | Tamoul        | Sana                       | |
| 2010  | Action Replayy             | Vipul Amrutlal Shah      | Hindi         | Mala                       | |
| 2010  | Guzaarish                  | Sanjay Leela Bhansali    | Hindi         | Sofia D'Souza              | Nomination - Filmfare Award de la meilleure actrice 4ème film de Sanjay Leela Bhansali              |
| 2015  | Jazbaa                     | Sanjay Gupta             | Hindi         | Anuradha Verma             | |
| 2016  | Sarbjit                    | Omung Kumar              | Hindi         | Dalbir Kaur                | Nomination - Filmfare Award de la meilleure actrice                                                 |
| 2016  | Ae Dil Hai Mushkil         | Karan Johar              | Hindi         | Saba Taliyar Khan          | |
| 2018  | Fanney Khan                | Atul Manjrekar           | Hindi         | Baby Singh                 | |
| 2022  | Ponniyin Selvan: I         | Mani Ratnam              | Tamoul        | Nandini / Oomai Rani       | Nomination - Filmfare Award de la meilleure actrice tamoule 5ème film de Mani Ratnam                |
| 2023  | Ponniyin Selvan: II        | Mani Ratnam              | Tamoul        | Nandini / Oomai Rani       | Nomination - Filmfare Award de la meilleure actrice tamoule 6ème film de Mani Ratnam                |